# Каа (фараон)
Хор Ка́-а («'Хор — Высокий Рукой'») — последний, восьмой фараон I династии Раннего царства Древнего Египта (ок. 2890 до н. э.). Из Абидосского списка его имя известно как Кебех или из Саккарского списка и Туринского папируса Кебху. Согласно Манефону, Каа (которого он называет Биенехесом или Убиентисом) правил 26 лет.

## Свидетельства о правлении

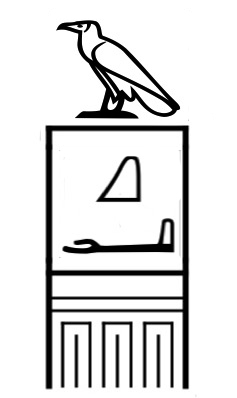
Написание имени Каа

Предполагается, что правление Ка-а было длинным, эта точка зрения подтверждается фрагментом миски из алеврита, на которой упоминается царь празднующий второй Сед-фестиваль. В первый год своего царствования, отражённом на главном Каирском фрагменте, царской летописи перечислены обычные церемонии, связанные со вступлением на трон нового царя.
Несколько годовых ярлыков, обнаруженных в царской гробнице в Абидосе, содержат надписи событий, начиная с царского процесса — «Следование Хора», для сбора древесины для царских мастерских, и строительства культового здания с именем «Кау — Нечеру», для празднования различных культовых фестивалей. Бег быка Аписа и фестиваль Сокар кажется были отмечены во времена периода царствования Ка-а, хотя зарегистрирован также неясный фестиваль с участием божественной или царской барки. В дополнении к печатям и табличкам из трех основных ранних династических кладбищ — в Саккаре, и его расширение на север в Абусир, Хелуан, и Абидос. Также Ка-а засвидетельствован на далёком юге Египта, возле ЭльКаб. Скальные надписи в Вади-Хеллал показывают серех Ка-а перед изображением местной богини Нехбет. Между некоторых менее легко узнаваемых знаков, Анх и Уас-скипетр.
Подобная скальная надпись, хотя без дополнительных знаков, находится возле деревушки эль-Окбиа, примерно в десяти километрах от ЭльКаб. Характерной деятельности Ка-а в этом регионе неизвестно, но экспедиция об использовании ресурсов пустыни правдоподобна. Контакты с дальними землями намекают на игровой фигуре из слоновой кости из гробницы царя. Одна сторона показывает фигуру связанного азиатского пленника, определена иероглифом над головой пленника как житель «Сечет». Цифра вероятных врагов в целом не может быть принята в качестве доказательств карательных рейдов против Южной Палестины во времена Ка-а.
Тем не менее, игровая фигурка продемонстрировала знакомство египетских жителей с Западной Азией, И 18 импортированных Сирийско-Палестинских сосудов их гробницы в северной Саккаре, датированными правлением Ка-а, указывают на торговлю между Египтом и его северо-восточных соседей. Мастерство представлено тремя медными чашами от правления Ка-а из его гробницы в Абидосе. Две из них с надписью сереха царя и сопроводительного текста упоминают чиновничье учреждение, включая царский дворец.

## Несу-Бити и Небти имена фараона
У фараона Ка-а было три имени Несу-Бити Небти: Сен, Сехетеп и Ка-а, которые можно интерпретировать хронологически с разными периодами его правления. В соответствии с этим предложением, Сен является старейшим из трёх. На годовых ярлыках, Ка-а, Сен связан с чиновником Хену-ка, который задокументирован при предшественнике Ка-а — Семер-хете. Имя Несу-Бити Небти Сен и чиновник (Начальник плотников Царя Верхнего Египта) Хену-ка упомянуты в связи «Шестым случаем инспекции», другой документ со ссылкой на то же событие упоминает и второе имя Несу-Бити Небти Сехетеп. Таким образом Сехетеп заменил Сена в этом году. Новое Несу-Бити Небти имя Ка-а, является самым молодым для царя, потому что связан с его Сед — фестивалями

## Гробница
Ка-а возвёл для себя крупную мастабу (так называемая «гробница Q») в некрополе Умм эль-Кааб в Абидосе. Размеры мастабы Ка-а составляют 30 × 23 м. От времени правления этого фараона сохранилось ещё несколько источников, подтверждающих, что при Ка-а Египет продолжал своё развитие. В отличие от усыпальниц предшествующих трёх царей, гробница Каа обращена выходом на север, совсем как гробницы царей последующего Древнего царства.
Гробница Ка-а примечательна и строительными достижениями, так как в ней устроен ложный свод. Ко дню смерти Ка-а, в его гробнице в Абидосе был готов только средний склеп. Помещения вокруг него достраивались наспех из непросохшего кирпича-сырца, что привело затем к оседанию и обвалу стен. Но то, что эта гробница была внушительных размеров, а погребение богатым (каменная посуда, золото), и то обстоятельство, что важный придворный Сабеф оставил подле склепа царя свою плиту исключает насильственное свержение Кебху.
Наследник Ка-а, основатель II династии Хотепсехемуи, вероятно, пришёл к власти с помощью женитьбы на принцессе-наследнице древнейшей царской линии Раннего царства (I династии) и позаботился о достойном захоронении своего тестя. По-видимому, похороны Каа были проведены самим Хотепсехемуи, что свидетельствует об отсутствии насильственной смены правящих династий. В середине 1990-х годов немецкие археологи обнаружили надпись с именем Хотепсехемуи близ входа в мастабу Ка-а в Абидосе. В 1993 году немецкая экспедиция изучила гробницу Ка-а и обнаружила в ней останки 26 спутников фараона, принесённых в ритуальную жертву (впрочем, это едва ли не последний случай человеческих жертвоприношений в древнеегипетских гробницах). Стела, найденная вблизи мастабы Ка-а, подтверждает, что ответственным за сохранность захоронения фараона был чиновник Сабеф.
От времени правления этого фараона сохранилось ещё несколько источников, подтверждающих, что при Ка-а Египет продолжал своё развитие. Определённые памятники времени Ка-а сохранились и в районе захоронений периода I династии. Имя Ка-а встречается на утвари из гробницы Перибсена.